# Milburn Stone

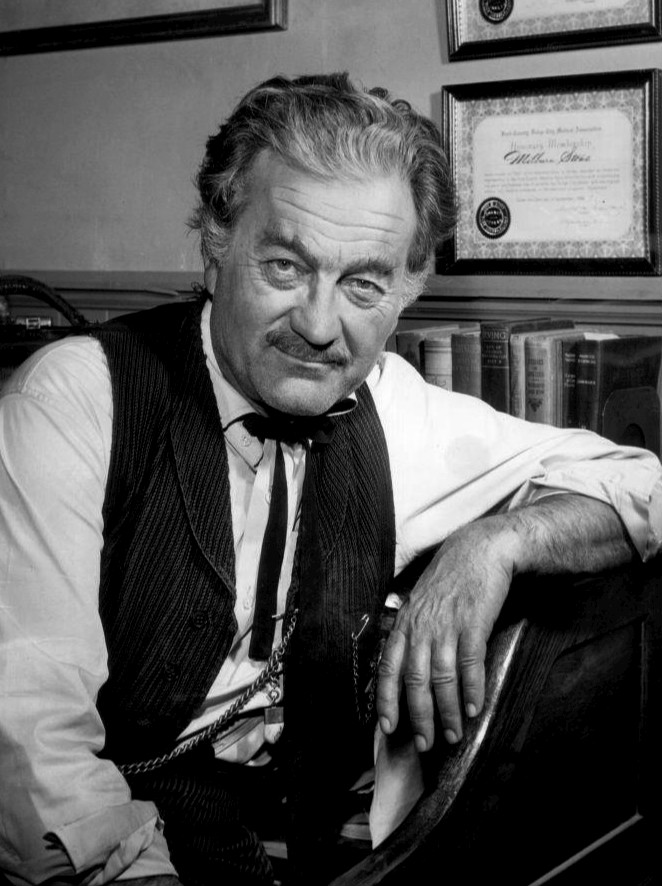
Milburn Stone

Hugh Milburn Stone, más conocido como Milburn Stone (Burrton, Condado de Harvey, Kansas; 5 de julio de 1904-La Jolla, California; 12 de junio de 1980), fue un actor estadounidense de cine y televisión, reconocido por interpretar a "Doc" (Dr. Galen Adams) en la serie de televisión Gunsmoke, emitida por la cadena de televisión CBS.

## Biografía
Hugh Milburn Stone nació en Burrton, Condado de Harvey, Kansas, el 5 de julio de 1904. Sus padres fueron Herbert Stone y Laura Belfield. Stone se graduó de la Preparatoria Burrton, en la que participó en el club de teatro, jugó en el equipo de baloncesto y además cantó en un grupo de canto. Su tío, Fred Stone, fue un actor versátil que apareció en Broadway y en varios circos.
En la década de 1930, Milburn Stone llegó a Los Ángeles para iniciar su propia carrera como actor. Apareció en la serie de aventuras Tailspin Tommy, de Monogram Pictures. En 1940, Stone apareció junto a Marjorie Reynolds, Tristram Coffin e I. Stanford Jolley en la película Chasing Trouble. Ese mismo año coprotagonizó junto a Roy Rogers la película Colorado. 
En 1943 interpretó al Dr. Blake en la película Todos a una, y posteriormente interpretó a un guardián de orientación liberal en la película Prison Mutiny, de Monogram Pictures. Más tarde apareció en las películas Captive Wild Woman (1943), Jungle Woman (1943) y Sherlock Holmes Faces Death (1944), de Universal Studios. Posteriormente, Universal Studios le dio a Milburn Stone un papel como protagonista en la película de 1945 The Master Key.
Milburn Stone falleció el 12 de junio de 1980, a los 75 años de edad, víctima de un infarto. Fue enterrado en El Parque Memorial de El Camino, en Sorrento Valley, San Diego, California.
Por su contribución a la industria de la televisión, Milburn Stone tiene una estrella en el Paseo de la Fama de Hollywood, en el 6801 Hollywood Boulevard
.